# Општина Садова (Сучава)
Садова (рум. Sadova) општина је у Румунији у округу Сучава.
Oпштина се налази на надморској висини од 674 m.